# Liste der Kulturdenkmale in Bühl (Baden)

In der Liste der Kulturdenkmale in Bühl sind Bau- und Kunstdenkmale der Stadt Bühl verzeichnet, die im „Verzeichnis der unbeweglichen Bau- und Kunstdenkmale und der zu prüfenden Objekte“ des Landesamts für Denkmalpflege Baden-Württemberg verzeichnet sind. Dieses Verzeichnis ist nicht öffentlich und kann nur bei „berechtigtem Interesse“ eingesehen werden. Die folgende Liste ist daher nicht vollständig.

## Allgemein
- Bild: Zeigt ein ausgewähltes Bild aus Commons, „Weitere Bilder“ verweist auf die Bilder im Medienarchiv Wikimedia Commons.
- Bezeichnung: Nennt den Namen, die Bezeichnung oder die Art des Kulturdenkmals.
- Lage: Straßenname und Hausnummer oder Flurstücknummer des Kulturdenkmals, gegebenenfalls auch den Ortsteil. Die Grundsortierung der Liste erfolgt nach dieser Adresse. Der Link (Karte) führt zu verschiedenen Kartendiensten mit der Position des Kulturdenkmals. Fehlt dieser Link, wurden die Koordinaten noch nicht eingetragen. Sind diese bekannt, können sie über ein Tool mit einer Kartenansicht einfach nachgetragen werden. In dieser Kartenansicht sind Kulturdenkmale ohne Koordinaten mit einem roten bzw. orangen Marker dargestellt und können durch Verschieben auf die richtige Position in der Karte mit Koordinaten versehen werden. Kulturdenkmale ohne Bild sind an einem blauen bzw. roten Marker erkennbar.
- Datierung: Baubeginn, Fertigstellung, Datum der Erstnennung oder grobe zeitliche Einordnung entsprechend des Eintrags in der zuständigen Denkmaldatenbank (Landesamt für Denkmalpflege Baden-Württemberg).
- Beschreibung: Kurzcharakteristik des Kulturdenkmals.

## Kulturdenkmale der Stadt Bühl
| Bild           | Bezeichnung                               | Lage                                                           | Datierung | Beschreibung | ID                       |
| -------------- | ----------------------------------------- | -------------------------------------------------------------- | --------- | --- | ------------------------ |
| Weitere Bilder | St. Anna-Kapelle                          | Balzhofen, Balzhofener Straße 23 (Karte)                       | 1776      | St. Anna-Kapelle, 1776 errichtet an der Stelle eines Vorgängerbaus aus Holz von 1701, Dorfwappen (Hufeisen) und die Jahreszahl am Rundbogen des Portals, Barockaltar, vier spätgotische Altarfiguren (hl. Nikolaus, hl. Marcellus, hl. Barbara und hl. Katharina), barocke Figur der Himmelskönigin mit Kind auf einem Postament mit Marienmonoramm |                          |
| Weitere Bilder | Pfarrkirche St. Peter und Paul            | Hauptstraße 45 (Karte)                                         | 1872–1958 | Kath. Pfarrkirche St. Peter und Paul, neogotische Basilika mit Frontturm, Querschiff, oktogonaler Vierung und fünfseitig geschlossenem Chor, 1872 bis 1877, unverputzter Sandsteinbau, entworfen vom Baden-Badener Bauinspektor Karl Dernfeld, der auch die alte Kirche zum Rathaus umgebaut hat, bei der „Renovierung“ von 1952/58 wurden die originale Innenausstattung, die Wandgemälde und die Glasfenster entfernt | Wikidata-Objekt anzeigen |
| Weitere Bilder | Altes Rathaus                             | Hauptstraße 47 (Karte)                                         | 1879–1882 | Altes Rathaus, 1879 bis 1882 durch den zweiten Umbau der alten Peter und Paulkirche entstanden, von der spätmittelalterlichen Kirche blieb nur noch der Turm erhalten (bei der Erweiterung der Kirche durch Franz Ignaz Krohmer 1770 bis 1775 war auch der gotische Chor in den Neubau integriert worden), der Chor war 1514 datiert, das Portal des Turmunterbaus bez. 1524, Baumeister Steinmetz Hans aus Maulbronn, Umbau zum Rathaus durch Bauinspektor Karl Dernfeld aus Baden-Baden, Unterteilung des kubischen Baukörpers in zwei Geschosse unter Beibehaltung der Anzahl der Fensterachsen, historistische Sandsteinarchitektur der Hauptstraßenfassade anstelle des Chors |                          |
| Weitere Bilder | Pfarrkirche St. Maria                     | Kappelwindeck, Kappelwindeckstraße 17 (Karte)                  | 1764–1912 | Kath. Pfarrkirche St. Maria, anstelle eines mittelalterlichen Vorgängerbaus 1764–66 von Franz Ignatz Krohmer erbaut, 1912 wurde ein Querhaus anstelle des alten Chors angebaut und der Chor weiter nach Osten verschoben |                          |
| Weitere Bilder | Grundschule                               | Altschweier, Rathausstraße 2 (Karte)                           | 1909      | Schulhaus, heute Grund- und Hauptschule, zweigeschossiger Massivbau mit Sandsteinsockel, zwei rechtwinklig zueinander stehende Trakte mit Walmdach, die jeweilige Straßenfront mit einem Zwerchhaus ausgestattet, der südliche Dachabschnitt wurde von einem Dachreiter bekrönt, die Gestaltung der Fenster (an der Ostseite komplett erhalten) verweist auf die Formensprache des späten Jugendstils unter Verwendung barockisierender Motive, 1909 bis 1911 von dem Bühler Baumeister Gustav Weis |                          |
|                | Vermessungsamt                            | Straße der Weißen Rose 2, 4 (ehemals Alban-Stolz-Str.) (Karte) | 1926      | Vermessungsamt mit Dienstwohngebäude, 1926 von Fritz Hirsch | BW                       |
| Weitere Bilder | Kath. Pfarrkirche St. Johannes der Täufer | Vimbuch, Vimbucher Straße 44 (Karte)                           | 1888–1891 | Kath. Pfarrkirche St. Johannes der Täufer, neogotische Sandsteinbasilika mit Frontturm und eingezogenem 5/8-Chor, am Portal bez. 1888 und 1891, Architekt war der aus Bühl stammende Karl Hörth im Auftrag des Erzbischöflichen Bauamtes Freiburg, in der Pfarrgartenmauer eingemauerter Portalrahmen, wohl nach dem Dreißigjährigen Krieg, mit Schlussstein von 1755, das originale Taufbecken außerhalb der Kirche an der Ostseite des Chors, dort befindet sich auch das große Holzkruzifix, welches ursprünglich gegenüber der Kanzel hing |                          |